# Corn amb pues
El corn amb pues, cornet amb pues, caragol punxenc, caragol punxent o caragol de vera (Haustellum brandaris, antigament Murex brandaris) és una espècie de mol·lusc gastròpode de la família Muricidae. És molt apreciat en gastronomia i el seu tint porpra s'usava antigament per tenyir teles.

## Usos

### Gastronòmic
Aquest mol·lusc es menja a Menorca de diferents maneres, la més simple és de bullir-los amb herbes aromàtiques, escorre'ls i menjar-los amb maionesa o all-i-oli, per exemple com a aperitiu o tapa. També es mengen en salsa o en guisats amb peixos o crustacis. (Vegeu cuina menorquina)
A Peníscola (el Baix Maestrat) també és molt apreciat i de l'any 2004 ençà s'organitzen les "Jornades gastronòmiques del caragol punxent i el llangostí".

### Químic
El mol·lusc segrega un tint en forma de mucositat per les seves glàndules hipobranquials. La Torà prescriu que totes les robes que tinguin quatre cantons, han de portar uns flocs a cada cantó, amb un dels fils tenyit d'un matís celeste del tint.
Junt amb el corn blau i el corn de fel, va ser utilitzada pels fenicis, grecs i romans per a obtenir el colorant anomenat porpra, el color més car i preuat per a, per exemple, tenyir les túniques.

## Altres corns
Hi ha d'altres corns coneguts que no s'han de confondre amb el corn amb pues, la major part, a més, encara que també puguin ser de la família dels murícids no són del gènere murex. Per exemple, alguns corns diferents del corn amb pues (Murex brandaris) són:
- Corn blau (Trunculariopsis trunculus), espècie de la família dels murícids gastronòmicament molt preuada, per exemple, a Menorca, i més abundant a l'illa que el corn amb pues.[1] El seu nom fa referència al color porpra de la seva closca, que s'usava per a obtenir el tint d'aquest color, molt apreciat a l'època clàssica.
- Corn de fel (Purpura haemostoma), espècie de la família dels murícids que també s'usaba -com el seu nom llatí indica- per a obtenir la porpra. És una espècie carnívora.[1]
- Corn eriçonat (Ceratostoma erinaceum), espècie de la família dels murícids que es caracteritza per tenir una closca molt rugosa,[1] en forma de plecs profunds i paral·lels.
- Corn marí (Charonia nodifera), espècie de la família dels tritònids que es considera el més gros dels gastròpodes de la Mediterrània, ja que pot arribar a mesurar més de 30 cm de longitud.[1]
- Corn rugós (Ranella gigantea), espècie de la família dels tritònids que viu a grans profunditats, superiors a 50 m, a les zones de coralls.[1] La closca presenta rugositats en forma de petits punts en relleu, que formen línies concèntriques perpendiculars a l'eix longitudinal del cargol.
- Corn de vinya (Semicassis undulata), espècie de la família dels càssids la closca del qual s'ha utilitzat per a fer camafeus.[1]